# 高木希世子
高木 希世子（たかぎ きよこ、1968年12月14日 - ）は、日本の元司会者、タレントである。

## 人物
東京都出身。東京女学館を経て立教大学卒業。
東京女学館時代の同級生には、後に女優となる宮本裕子がいた。高木は海外留学することを1996年（平成8年）9月に発表し、翌年には結婚してタレント業から引退した。義父は陸上競技選手を経て日本陸連副会長などを務めた小掛照二。

## 経歴
大学在学中の1987年（昭和62年）、テレビ番組『サンデーモーニング』のアシスタント募集に応募して合格、関口宏事務所所属の女性タレントとなった。1989年には、歴史上の人物を紹介する番組『知ってるつもり?!』のアシスタントを務めたほか、『ヒットパレード90's』、『クイズ どんなMONだい?!』、『スーパー競馬』、『発明将軍ダウンタウン』などのテレビ番組に出演した。

## テレビ出演
- サンデーモーニング（TBS）
- スペースJ（TBS）
- 知ってるつもり?!（NTV）
- クイズ どんなMONだい?!（NTV）
- ヒットパレード90's（フジテレビ)
- スーパー競馬（フジテレビ)
- 発明将軍ダウンタウン（NTV）
- さんまのまんま（1994年頃、ゲスト）

## 連載
｢目からウロコが落ちたとき｣　サンデー毎日1994年10月16日号～11月6日号
| スタブアイコン | サブスタブ | この項目は、まだ閲覧者の調べものの参照としては役立たない、人物に関連した書きかけの項目です。この項目を加筆・訂正などしてくださる協力者を求めています（P:人物伝/PJ:人物伝）。 |